# Gleicheniales
Ver Pteridophyta para una introducción a las plantas vasculares sin semilla
Gleicheniales es un orden de helechos, que en la moderna clasificación de Christenhusz et al. 2011 comprende a las familias Gleicheniaceae, Dipteridaceae y Matoniaceae. Este grupo de helechos leptosporangiados, monofilético, posee a sus miembros más distintivos en zonas templadas a templado-frías, y se caracterizan por poseer frondes de aspecto de cuero (coriáceo) y divididas pseudodicotómicamente, es decir, luego de dar las dos ramas laterales el ápice del tallo entra en dormición.

## Taxonomía
Introducción teórica en Taxonomía
La clasificación más actualizada es la de Christenhusz et al. 2011 (basada en Smith et al. 2006, 2008); que también provee una secuencia lineal de las licofitas y monilofitas.
- - Orden J. Gleicheniales Schimp., Traité Paléont. Vég. 1: 669 (1869). Sinónimos: Matoniales Pic.Serm. ex Reveal, Phytologia 74: 175 (1993). Stromatoperidales Pic.Serm. ex Reveal, Phytologia 74: 176 (1993).  Dipteridales Doweld,  Tent. Syst. Pl. Vasc. (Tracheophyta): 10 (2001).

3 familias.
- -     - Familia 10. Gleicheniaceae C.Presl, Reliq. Haenk.: 1: 70 (1825).  Sinónimo: Stromatopteridaceae Bierh., Phytomorphology 18: 263 (1968).

6 géneros (Dicranopteris, Diplopterygium, Gleichenella, Gleichenia, Sticherus, Stromatopteris).
- -     - Familia 11. Dipteridaceae Seward & E.Dale, Philos. Trans., ser. B 194: 487 (1901). Sinónimo: Cheiropleuriaceae Nakai, Bot. Mag. (Tokyo) 42: 210 (1928).

2 géneros  (Cheiropleuria, Dipteris) Referencias: Kato  et al. (2001).
- -     - Familia 12. Matoniaceae C.Presl, Gefässbündel Farrn: 32 (1847).

2 géneros (Matonia, Phanerosorus). Referencias: Kato & Setoguchi (1998).

### ClasificaciónsensuSmithet al.2006
Ubicación taxonómica:
Plantae (clado), Viridiplantae, Streptophyta, Streptophytina, Embryophyta, Tracheophyta, Euphyllophyta, Monilophyta, Clase Polypodiopsida, Orden Gleicheniales.
Incluye Dipteridales, Matoniales, Stromatopteridales.
3 familias:
- Gleicheniaceae
- Dipteridaceae
- Matoniaceae

Hennipman (1996) sugirió la inclusión de Dipteridaceae y Matoniaceae en Gleicheniaceae. Sin embargo Smith et al. (2006) mantienen a las familias divididas, debido a sus diferencias morfológicas distintivas.

## Filogenia
Introducción teórica en Filogenia
Monofilético (Pryer et al. 2004b, Schuettpelz et al. 2006).

## Caracteres
Con las características de Pteridophyta.
La estela de las raíces tiene 3-5 polos de protoxilema (Schneider, 1996a).
Las paredes de los anteridios tienen de 6 a 12 células estrechas, retorcidas o curvadas.

### Otros proyectos wikimedia
- Wikimedia Commons alberga una categoría multimedia sobre Gleicheniales.
- Wikispecies tiene un artículo sobre Gleicheniales.